# تغير المناخ والمدن

تصدرت مدينة جاكرتا فيإندونيسيا قائمة المدن الأكثر تأثراً بتغير المناخ حسب دراسة أجرتها فيريسك مابلكروفت في عام2021.

تربط تغير المناخ والمدن علاقة وثيقة. فالمدن أكثر مناطق التجمع البشري تأثرا بتغير المناخ، وفي نفس الوقت تنبع أهمية المدن من أنها أحد أكبر العوامل المساهمة في التعامل مع تغير المناخ ، إذ تقدم أحد أفضل الحلول لتقليل تأثير البشر على البيئة. يعيش أكثر من نصف سكان العالم في المدن يستهلكون نسبة كبيرة من الأغذية والبضائع المنتجة خارج المدن. وتقدر الأمم المتحدة أن نسبة 68% من سكان العالم سيسكنون في المناطق الحضرية بحلول عام 2050. للمدن أثر كبير على التشييد والبناء وهما سببان اساسيان في انبعاثات الاحتباس الحراري. علاوة على ذلك وبسبب الممارسات التي خلقت تحديات الأمن المناخي واللجوء المناخي، يتوقع أن تنمو المدن في العقود القليلة المقبلة مسببة تكدس البنى التحتية واحتشاد الفقراء في المدن.
يرجح أن تتأثر المدن سلباً نتيجة لتأثير الكثافة العالية وأثار الجزر الحرارية الحضرية على تغير الطقس إثر تغير المناخ مما يفاقم المشكلات الحالية في المناطق الحضرية كتلوث الهواء واستنزاف المياه  وأمراض الحرارة. ولأن مدناً كثيرة مشيدة على الأنهار أو المناطق الساحلية فالمدن أكثر عرضة لآثار ارتفاع منسوب البحار مما يسبب الفيضان الساحلي وتآكل السواحل. وهذه الآثار وثيقة الصلة بالمشكلات البيئية الحضرية الأخرى كانخساف سطح الأرضوتغذية المياه الجوفية.
بين تقرير نشرته مجموعة قيادة مناخ المدن C40 أن تأثير انبعاثات عمليات الاستهلاك في المدن أكبر من انبعاثات عمليات الإنتاج. إذ يقدر التقرير أن 85% من هذه الانبعاثات المرتبطة بالبضائع في المدينة مصدرها خارج المدينة. التكيف مع تغير المناخ وتخفيف آثاره في المدن له دور كبير في تخفيف انعكاسات العوامل المساهمة في انبعاثات غازات الدفيئة. فمثلاً، تسمح الكثافة العالية بإعادة توزيع الأراضي للزراعة وإعادة التحريج (إعادة تشجير الغابات)وتحسين كفاءة وسائط النقل وتخضير العمارة لما للبنى الاسمنية من دور إيجابي في التغير المناخي بت+حسين ممارسات البناء المستدام والمقاوم للطقس. في الاعوام القليلة الماضية أدرجت زيادة التحضر كظاهرة من شأنها تقليل نسبة انبعاثات الكربون حول العالم نظرا لما يصاحب التحضر من تقدم في التكنولوجيا التي تقود للاستدامة. تميل الحلول التي تؤثر إيجابا على تغير المناخ حلولا مرتكزة على المدن مثل مشروع Drawdown الذي ينصح بإنشاء استثمارات حضرية عديدة كتحسينالبنى التحتية للدراجات الهوائية وتحديث الانظمة القديمة وتجديدها والتدفئة المناطقية وتطوير الوسائل العامة وإنشاء المدن الصديقة للمشي.
ولهذا السبب شكل المجتمع الدولي ائتلافات المدن (مثل مجموعة قيادة مناخ المدن C40 وICLEI)وحدد أهداف سياساتها المتضمنة هدف التطور المستدام 11نحو (مجتمعات ومدن مستدامة) لتنشيط الاهتمام والتشديد على هذه الأهداف.

## الانبعاثات
يسكن نصف سكان العالم المدن ويستهلكون ثلثي طاقة العالم و70% من موارده الطبيعية ويسهمون بنسبة 70% من انبعاثات غاز ثاني اوكسيد الكربون. المدن ومناطقها معرضة خصوصاً للأخطار المتعلقة بالمناخ والتلوث. كما أن لأخطار المناخ والتلوث آثار متفاوتة على الفقراء مما يعمق فجوة اللامساواة. ونظرا لحقيقة أن نصف سكان العالم يقطن المناطق الحضرية، ستزيد نسبة استخدام الطاقة بالتزامن مع تغير المناخ، منها زيادة الطلب عللى مكيفات الهواء نظرا لارتفاع درجة الحرارة المصاحبة لنغير المناخ. هذا يعني زيادة المكيفات وانتاج أصناف جديدة من أنظمة التبريد. رغم ازدياد سكان المدن التي تسبب العجز على مستويات عديدة، الا أن انبعاثات المدن من الكاربون في الواقع هي أقل من انبعاثات الكاربون في الريف وذلك بسبب صغر أحجام منازل المدن واستهلاك حرارة الغاز أكثر من غاز البروبان واستخدام وسائل النقل ذات انبعاثات كربون قليلة وكثرة استخدام المرافق المشتركة كالمطابخ وأماكن غسل الملابس. ومع أن المدن مصدراً لبعض المشكلات، من الواجب أن ندرك أن لمناطق الكثاقة السكانية انبعاثات كربون قليلة وبالتالي فهي ذات أثر ايجابي للتكيف مع تغير المناخ،
تشكل طرق حساب الانبعاثات في المدن تحديا، فانتاج البضائع والخدمات في نطاق المدينة قد يرجع إلى الاستهلاك المحلي أو التصدير. وفي المقابل يستهلك السكان البضائع والخدمات المستوردة. ولتجنب الحساب المزدوج في حساب الانبعاثات لابد أن نبين أين تدرج كل قيمة انبعاث أي في جانب الإنتاج أو الاستهلاك. إن هذه عملية معقدة نظراً لطول سلاسل الإنتاج في ظل الاقتصاد العالمي. كذلك، الطاقة المجسدة وعواقب استخلاص المواد الخام عالية النطاق اللازمة لأنظمة الطاقة المتجددة وبطاريات المركبات الكهربائية لها تعقيداتها الخاصة إذ يحتمل أن الانبعاثات المحلية في موقع الاستخدام قليلة جداً لكن الانبعاثات الخاصة بدورة حياتها تظل خطيرة.

## مجال الدراسة
بدأ الاهتمام بدراسة المدن وتغير المناخ في التسعينات عندما أدرك المجتمع الدولي الآثار المحتملة لتغير المناخ. يرى علماء الدراسات الحضرية مايكل هيبرت وفالدمير جانكوفك أن حقل الدراسة قد انبثق من جميع البحوث الخاصة بآثار التطور الحضري وتحسن سبل المعيشة على البيئة في أوائل الخمسينيات. منذ ذلك الحين يرصد البحث العلاقة بين تغير المناخ والتحضر المستدام فزيادة المدن التي توفر الفرص الوظيفية تحفض نسبة الفقر وترفع مستوى الكفاءة.
ونشر تقييمان دوليان في شبكة بحوث تغير المناخ الحضري في معهد الأرض في جامعة كولومبيا. نشر البحث الأول في عام 2011 بعنوان AR3.1 فيما نشر الثاني عام 2018 بعنوان AR3.2. تمثل الورقتان البحثيتان ملخصا لمنحة الحقل الدراسي المشابه لتقارير الهيئة الحكومية الدولية لتغير المناخ. ويطور بحث ثالث اعتبارا من عام 2020.

### المدن بوصفها مختبرات بحثية
تمثل المدن نماذج جيدة للدراسة لأننا يمكن أن نخضعها لاخنبار سياسات عالية النطاق، فهي توفر قابلية القياس في مناطق أخرى مثل ممارسات التخطيط الحضري المتقدم لسان دييغو التي يمكن تطبيقها في أي مكان في الولايات المتحدة. يختلف اتجاه العديد من العلماء في دراسة المجال لكنهم يصفون بيئة «المحتبر الحضرية» لاختبار مجموعة من الممارسات. فكتاب Life After Carbon يوثق عدة مدن تمثل مختبرات مناخية مبتكرة حضرية. تقدم هذه المدن المختبرية طريقة فعالة لرصد تغير المناخ عبر النظر إلى آثار غازات الدفيئة على أسطح السقوف واشجار الطرقات والمتغيرات البيئية الأخرى في موقع المدينة. لا تقتصر هذه الطريقة على رصد آثار موجات الحرارة في المدن بل تعرض مشكلة أثر الحرارة التي سوف تعالجها المدن في المستقبل.

### آثار الحرارة
لوحظ أن تغير المناخ سبب في التأثير على صحة الإنسان وسبل عيشه في المناطق الحضرية. فالأخطار المناخية وغير المناخية في حدود المدن تؤثر على المدن وبالتالي صحة الإنسان، مثل موجات الحرارة التي اشتدت في المدن بسبب عدة عوامل بالإضافة للتغير المناخي. وتشتد تبعات المخاطر المؤثرة على صحة الإنسان على سكان الحضر المهمشين اجتماعيا ًواقتصادياً.

## المرونة الحضرية
تعرف الهيئة الحكومية الدولية لتغير المناخ (IPCC) المرونة بأنها "قدرة النظام الاجتماعي أو البيئي على استيعاب الاضطرابات مع الحفاظ على نفس التركيب الاساسي وأنماط التشغيل والقدرة على التنظيم الذاتي والقدرة على التكيف مع التوتر والتغيير. وتشدد إحدى أهم مفاهيم نظرية المرونة الحضرية على حاجة الأنظمة الحضرية لزيادة قدراتها لاستيعاب الاضطرابات البيئية. وبالتأكيد على ثلاثة عناصر قابلة للتتعميم لحركة المرونة، تمثل أساس المرونة الحضرية لتايلر وموينك نموذجا يمكن تنفيذه في التخطيط المحلي على نطاق عالمي.
يركز أول عنصر للمرونة المناخية الحضرية على الأنظمة أو البنى التحتية الفيزيائية المتضمنة في الأنظمة الحضرية. تكمن الاهمية البالغة للمرونة الحضرية في فكرة صيانة الأنظمة الساندة التي تتيح للشبكات تجهيز السكان وانتقالهم في المناطق الحضرية. تتضمن هذه الأنظمة البنى التحتية والأنظمة البيئية على السواء في المراكز الحضرية أو الأرجاء المحيطة بها، بينما تعمل على تقديم الخدمات الأساسية كإنتاج الأغذية والسيطرة على الفيضانات وإدارة الطوفان. ففي المدينة الحضرية حيث تمثل خدمات الكهرباء أهمية بالغة يعتمد تشغيل الكهرباء على أداء المولدات وشبكات الكهرباء والخزانات البعيدة. إن فشل هذه الأنظمة الأساسية يهدد سلامة الإنسان في المناطق الحضرية لذا لا بد من الحفاظ على هذه الأنظمة أثناء التعامل مع الاختلال البيئي. لقد بات من الضروري أن تعمل المجتمعات السكنية على تبني نظام المرونة في هذه الأنظمة لتحقيق هذه المكاسب. الغرض من الأنظمة المرنة هو " ضمان حماية العمليات التشغيلية والتحقق من إمكانية نقلها وذلك عبر شبكات النظام أثناء حصول بعض الاخفاقات أو الاضطرابات التشغيلية. إن ضمان تشغيل هذه الأنظمة المهمة يكون عبر تبني المرونة وصيانتها في ظل وجود ما يسمى "الأعطال الآمنة". وتحقق الأنظمة المرنة هدفها عبر التأكد من أن الوظائف الأساسية موزعة بشكل لا يمكن معه أن تتأثر جميعها بحادث ما في وقت ما، وغالبا ما يشار إلى هذه الاستراتيجية التنوع المكاني. وكذلك عبر التحقق من أن لهذه الوظائف الاساسية وسائل عدة لتلبية احتياج محدد، وهذا ما يسمى التنوع الوظيفي. إن وجود الأعطال الآمنة له دور حيوي في صيانة هذه الأنظمة، إذ أنها تستوعب الصدمات المفاجئة التي قد تتخطى الحدود التصميمية الدنيا. ومن المتوقع أن تتحدى الاضطرابات البيئية براعة هذه الأنظمة، لذا فوجود الاعطال الآمنة ضرورة كبرى.

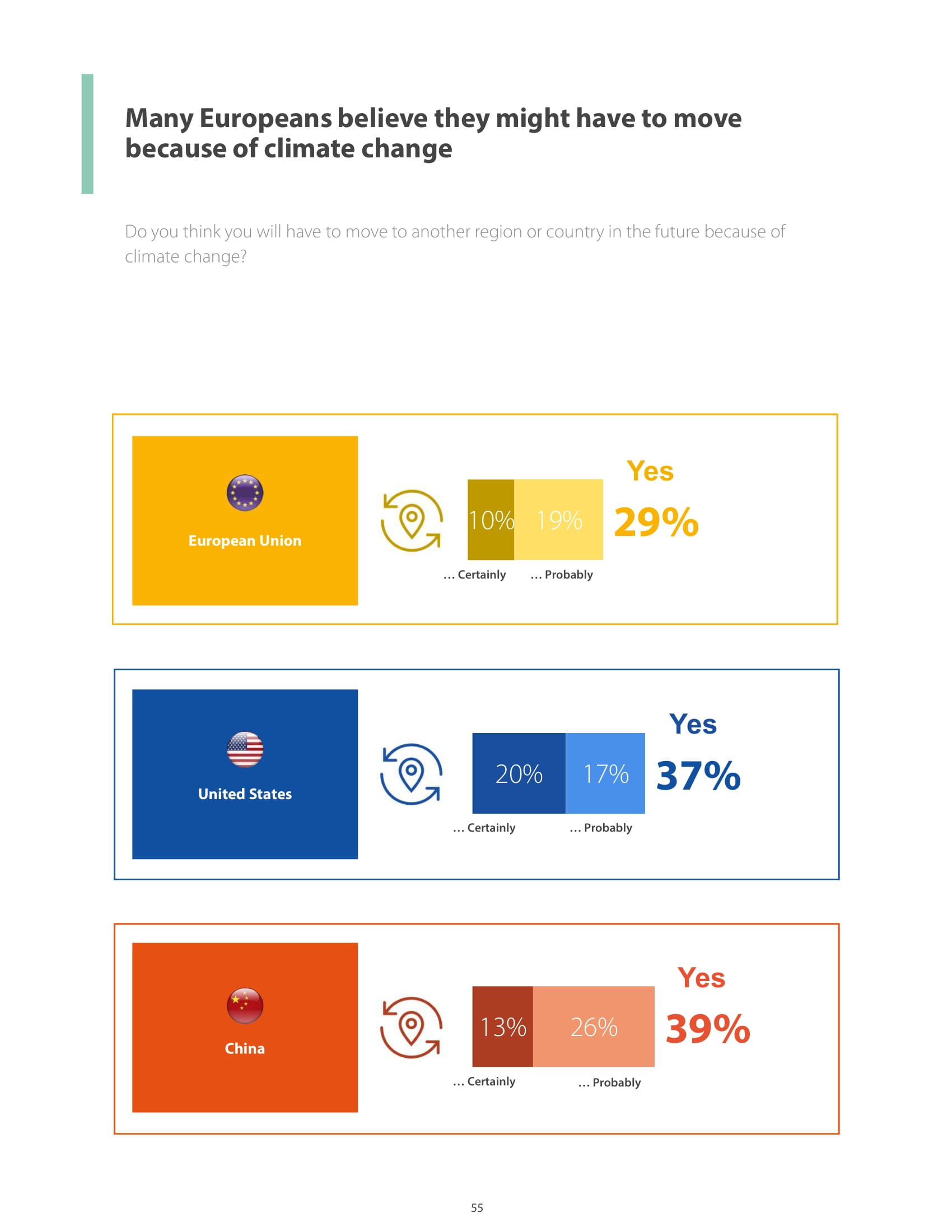
يرى العديد من المشاركين الأوروبيين في دراسة استقصائية عن المناخ أنهم قد يضطرون إلى تغيير مناطق سكناهم و العيش في مناطق أو دول أخرى بسبب تغير المناخ

علاوة على ذلك، هناك عنصر مهم آخر في هذه الأنظمة وهو القدرة على المواجهة. فمن ناحية تأثير الأحداث المناخية الخطيرة على هذه المراكز الحضرية، فإن التعافي أو «المقاومة» له أهمية كبيرة. في الواقع، في معظم دراسات الكوارث، غالبًا ما تُعرَّف المرونة الحضرية على أنها «قدرة المدينة على التعافي من الدمار».إن فكرة المقاومة للنظم الحضرية هذه متأصلة أيضًا في المؤلفات الحكومية لنفس الموضوع. فمثلاً، وصف أول منسق استخبارات وأمن بالحكومة السابقة في الولايات المتحدة المرونة الحضرية بأنها «القدرة على امتصاص الصدمات والعودة إلى الشكل الوظيفي، أو على الأقل المرونة الكافية لمنع... انهيار النظام». مع أخذ هذه الاقتباسات في الاعتبار، كان خطاب المواجهة هذا كان ولا بد أن يظل جزءًا مهمًا من إطار مرونة المناخ في المناطق الحضرية. انتقد منظرين آخرين فكرة ال هذه، مستشهدين بذلك على أنه تفضيل للوضع الراهن، وبدلاً من ذلك دافعوا عن فكرة «النهوض والاستمرار»، التي تسمح بتطوير النظام وتحسينه.
يركز العنصر التالي لمرونة المناخ الحضري على العناصر الاجتماعية (المسماة أيضًا القوى الاجتماعية) الموجودة في المراكز الحضرية. تعتمد العديد من هذه القوى على المراكز الحضرية في نشأتها ووجودها، لذا تجمعها مصلحة مشتركة تتمثل في العمل على حماية محيطها الحضري والحفاظ عليه. وللعناصر الاجتماعية في المراكز الحضرية القدرة على مناقشة القرارات واتخاذها بعقلانية، والتي تلعب دورًا مهمًا في نظرية المرونة المناخية. لا يمكن التغاضي عن دور الحكومات المحلية والمنظمات المجتمعية، التي ستضطر إلى اتخاذ قرارات رئيسية فيما يتعلق بتنظيم الخدمات والخطط الرئيسية وتقديم ما يلزم منها لمكافحة الآثار الوشيكة لتغير المناخ. ربما الأهم من ذلك، ينبغي أن تزيد هذه العناصر الاجتماعية قدراتها فيما يتعلق بمفاهيم "الفطنة والاستجابة. تشير الاستجابة إلى قدرة الجهات الفاعلة والمجموعات الاجتماعية على التنظيم وإعادة التنظيم، فضلاً عن القدرة على توقع الأحداث التخريبية والتخطيط لها. فيما تشير الفطنة إلى قدرة العناصر الاجتماعية في المراكز الحضرية على تعبئة الأصول والموارد المختلفة من أجل اتخاذ التدابير اللازمة. وعبر تحقيق الاستجابة والفطنة بجهود جماعية فعالة تزداد قدرة المراكز الحضرية على الدفاع بثبات في خضم الاضطرابات المناخية.

## الاختلافات الإقليمية والوطنية
تواجه المدن في أجزاء مختلفة من العالم تحديات وفرصًا مختلفة وفريدة من نوعها في مواجهة تغير المناخ. ومع ذلك، فإن أحد العوامل المشترك بينها جميعا هو مواجهتها الحتمية «للأنماط العالمية السائدة للتحضر والتصنيع» والتي تحث في كثير من الأحيان على «تعديل واسع النطاق لمحركات العمليات الهيدرولوجية والجيوكيميائية الحيوية». تتضح أنماط التحضر والتصنيع بشكل خاص في مناطق مثل آسيا وأفريقيا وأمريكا الجنوبية، وهي مناطق تشهد حاليًا تحولات سريعة في السكان والبراعة الاقتصادية.

### أفريقيا
تتجه إفريقيا نحو التحضر بوتيرة أسرع من أي قارة أخرى  وتشير التقديرات إلى أنه بحلول عام 2030 سيبلغ عدد سكان المدن الأفريقية نحو مليار نسمة. إن هذه الزيادة السريعة في التحضر إلى جانب العديد من التحديات المترابطة والمعقدة نتيجة لتغير المناخ، تشكل عائقا كبيرا أمام التنمية المستدامة في أفريقيا. جزء كبير من هذا التنمية الحضرية غير رسمي، حيث يستقر سكان الحضر في مستوطنات عشوائية وأحياء فقيرة متموضعة غالباً في ضواحي المدن. تشير هذه الظاهرة إلى وجوب إشراك البلدان المنخفضة الدخل في مبادرات زيادة استدامة البنية التحتية. وقد وجدت دراسة حديثة أنه في «البلدان التي يقل دخل الفرد فيها عن 15000 دولار أمريكي سنويًا (وفقًا لتعادل القوة الشرائية المعدلة بالدولار الأمريكي لعام 2011)، يكون لتسعير الكربون، في المتوسط، تأثيرات توزيعية متصاعدة» وأن «تسعير الكربون في المقابل يميل إلى أن يكون تنازليًا في البلدان ذات الدخل الاعلى نسبيا»، مما يشير إلى أن فرض ضرائب على الكربون وتغيير أسعار الكربون قد يحفز الحكومات على التحول إلى الطاقة الخضراء كطريقة أساسية لاستهلاك الطاقة لتطوير المناطق شبه الحضرية. على الرغم من أن التحضر يُنظر إليه من منظور إيجابي، فإن آثاره يمكن أن تكون سلبية على المتحضرين الجدد. تتعرض المدن الأفريقية لتهديدات مناخية متعددة بما في ذلك الفيضانات والجفاف والإجهاد المائي وارتفاع مستوى سطح البحر وموجات الحر والعواصف والأعاصير والآثار المرتبطة بانعدام الأمن الغذائي وتفشي الأمراض مثل الكوليرا والملاريا على إثر الفيضانات والجفاف.
كما أن تأثيرات المناخ في المناطق الريفية، مثل التصحر وفقدان التنوع البيولوجي وتآكل التربة وتدهور الإنتاجية الزراعية، تدفع بهجرة المجتمعات الريفية الفقيرة إلى المدن. فإذا ما أردنا تحقيق التنمية المستدامة والقدرة على الصمود في وجه تغير المناخ في المدن في أفريقيا وفي أماكن أخرى، لا بد من مراعاة هذه الروابط بين المناطق الحضرية والريفية. وذلك عبر الالتفات للدور المهم للمناطق شبه الحضرية في مرونة المناخ الحضري، لا سيما فيما يتعلق بخدمات النظام الإيكولوجي التي توفرها هذه المناطق التي تزداد سرعة تدهورها في جزء أفريقيا جنوب الصحراء الكبرى. يمكن للنظم الإيكولوجية شبه الحضرية أن تقدم وظائف مختلفة مثل التحكم في الفيضانات، وتقليل تأثير الجزر الحرارية الحضرية، وتنقية الهواء والماء، ودعم الأمن الغذائي والمائي، والتعامل مع النفايات.

### آسيا

#### الصين
تمتلك الصين حاليًا أحد أسرع الاقتصادات الصناعية في العالم، ولم تكن آثار هذا التحضر السريع بمعزل عن آثار تغير المناخ. تعد البلاد واحدة من أكبر المناطق من حيث المساحة، وبالتالي فإن المنطقة الأكثر توسعا حضريا هي دلتا نهر اليانغتسي، أو YRD ، حيث تعتبر «المنطقة الصناعية الأكثر تطورًا وديناميكية واكتظاظًا بالسكان وتركيزًا في الصين» ويُزعم «أنها ستصبح أكثر منطقة حضرية ذات نفوذ عالمي لها دور فاعل في تنمية الصين الاقتصادية والاجتماعية». وبهذه الطريقة نرى أن التحضر في الصين وثيق الارتباط بوظيفة نظامها الاقتصادي، والمجتمع الذي يحويه؛ وهذا ما يجعل التخفيف من آثار تغير المناخ قضية متعددة الجوانب تتعلق بمسألة أعقد من قضية البنية التحتية .
على مر العصور، تظهر البيانات أن "تغير المناخ لطالما ساهم في تشكيل منطقة الدلتا وتنميتها الاجتماعية والاقتصادية" وأن هذه التنمية الاجتماعية والاقتصادية في المنطقة "قد شكلت جغرافيتها وبيئتها المبنية، والتي، مع ذلك، غير قابلة للتكيف مع تغير المناخ مستقبلا. وبالتالي، فقد تم التأكيد على أنه "من الضروري اعتماد سياسات وبرامج للتخفيف من تغير المناخ والتكيف معه" في منطقة دلتا نهر اليانغتسي YRD، وتحديداً السياسات التي تهدف إلى الحد من تأثير تهديدات مناخية معينة على جغرافية YRD. وهذا يشمل برامج البنية التحتية الحالية للمنطقة التي تستهدف تخفيف كوارث الفيضانات وتعزيز الاستخدام الفعال للطاقة على المستوى المحلي.
يقدم تحليل السياسة على المستوى الوطني الذي تم إجراؤه على الأراضي الجافة في شمال الصين فكرة «تخطيط المناظر الطبيعية الحضرية المستدامة (SULP)» التي تهدف على وجه التحديد إلى «تجنب الاستعمال البشري للموائل والممرات الطبيعية المهمة، والأراضي الزراعية الرئيسية، والسهول الفيضية». يشير البحث إلى أن تبني SULPs في المستقبل يمكن أن «يدير بشكل فعال تأثيرات تغير المناخ على قدرة الموارد المائية ويقلل من الإجهاد المائي» ليس فقط داخل النموذج التجريبي لشمال الصين ولكن «للأراضي الجافة حول العالم».

#### جنوب آسيا
وصل عدد سكان الحضر في جنوب آسيا إلى 130 مليون نسمة بين عامي 2001 و2011، متفوقاً بذلك على عدد سكان اليابان، ومن المقدر أن يصل إلى أكثر من 250 مليون نسمة عام 2030. إلا أن التحضر في جنوب آسيا يتصف بنسب عالية من الفقر والعيش في الضواحي والتلوث واكتظاظ السكان والازدحام. يعيش على الاقل 130 مليون شخص من سكان جنوب آسيا - أكثر من سكان المكسيك_ في مناطق حضرية غير رسمية تتسم بالتركيب البنائي الرديء، والحيازة غير الامنة واراضي تفتقر للخدمات. وعلى الرغم من أن المنطقة غنية مائيا، تشير نماذج توقعات المناخ إلى أن بحلول عام 2050، يتوقع أن يواجه بين 52 مليونا و146 مليون شخص خطر ندرة المياه الناتجة عن تغير المناخ، وهذا يقدر بنسبة 18% من نسية سكان العالم المعرضة لندرة المياه. إن اتاحة المياه في المناطق الحضرية لسكان جنوب آسيا مسألة جوهرية إذ أنها موطن لأكثر من 40 % من نسبة الفقراء في العالم (الذين يعتاشون على أقل من 1.25 دولارا امريكيا في اليوم) و35 % من سكان العالم الذين يعانون نقصا في التغذية. وفي دراسة أجريت على المدن في منطقة الهملايا في كل من الهند والنيبال، تفتقر سكان هذه المناطق لنظام تخطيط مائي محكم وحكومة رشيدة تتعمل مع تحديات المياه الناتجة من زيادة التحضر المتسارع وتغير المناخ. مدينة خولنا في بنغلادش تعاني أيضا الكثير من المشاكل المتعلقة بانعدام الأمن المائي. فمع ارتفاع مستويات البحر بفعل تغير المناخ، تتجه الملوحة داخلا مما يؤدي إلى قلة المياه الصالحة للشرب لسكنى منطقة خولنا. ويتم وضع خطط لتحسين جودة المياه في هذه المنطقة، غير أنها تحد من وصوله لسكان المناطق الحضرية غير الرسمية الذين يعتمدون الآن على استخدام أقل قدر من المياه لري محاصيلهم الزراعية.

### أمريكا الشمالية والجنوبية

#### البرازيل
أدرجت مناطق من أمريكا الجنوبية في الدرسات الحديثة التي تفحص أخطار التحضر على المناخ على المستويين المحلي والدولي، وبالنسبة للبرازيل إحدى أكثر المناطق المأهولة بالسكان في العالم والدولة الضامة لأكبر مساحة لغابات الامازون . يشدد برنامج الأمم المتحدة للتطوير على أن غابات الأمازون تلعب«الدور الأساسي لأنظمة المناخ العالمي»، اعترافا بفائدتها الجوهرية في السيطرة على انبعاثات غاز CO2. يشير بحث الأمم المتحدة أنه مناخ البرازيل معتمد جوهريا على سلامة الغابة المطيرة، بالتالي فإن اجراءات قطع الأشجار لها آثار جذرية على الامكانات التكيفية الطبيعية للغابات المطيرة تجاه التغيرات المناخية المتطرفة، مما يعرض البرازيل لتقلبات كبيرة في الحرارة وأنماط الأمطار. إذا ازداد اثر الاحتباس الحراري دون اتخاذ إجراءات شاملة لتخفيف أثره موضع التنفيذ، فإن ما يحتمل أن تكون زيادة درجة الحرارة 2 سيليزية عالميا قد ترتفع لتصل إلى 4 درجة سيليزية في البرازيل والمنطقة المحيطة بالامازون. إن الزيادة السريعة للسكان الحضر في البلدان الأخرى سينتج عنه حاجة متزايدة للموارد. وهذا يشمل أيضا الموارد التي ستسبب مزيدا من عمليات قطع الأشجار في غابات الأمازون. ويخلق بالتالي الكثير من المشاكل المناخية، مع خسارة المزيد من الأشجار في غابات الأمازون المطيرة.
إن مشاكل تغير المناخ في البرازيل لا تقتصر على التحضر فقط بل لها أبعاد أخرى في السياقات الاجتماعية الاقتصادية. حيث كشف تحليل العوامل ونماذج الانحدار متعدد المستوى التي تدعمها دائرة الحراجة الأمريكية أن التباين في الدخل ينذر بضعف خطير في أداء الدوائر الحضرية البرازيلية بما يتعلق بمخاطر الفيضان.
يرجح أن يتغير مستقبل تأثير المناخ في البرازيل قبالإضافة لمشاركتها في المساهمات المعتمدة وطنيا NDC، أخذت البرازيل على عاتقها خفض انبعاثات غازات الاحتباس الحراري بنسبة 37٪ عن مستويات عام 2005 بحلول عام 2025. من المحتمل أن يكون هذا بمثابة تحدٍ داخل مدن البرازيل لأن 86٪ من سكان البلاد يعيشون في المناطق الحضرية، ومن المرجح أن ترتفع هذه النسبة إلى 92٪ بحلول عام 2050. أما فيما يخص إزالة الغابات، فنظرًا لأن البرازيل هي موطن غابات الأمازون المطيرة، فإن البرازيل لديها دائمًا معدل إزالة غابات مرتفع. بلغ عدد إزالة الغابات في البرازيل ذروته في عام 2004 حيث تم تدمير 27.77 ألف كيلومتر من الغابات، وانخفض العدد في عام 2012 حيث دمرت4.57 ألف كيلومتر فقط من الغابات، ثم ارتفع العدد ليصل إلى تدمير 10.85 ألف كيلومتر من الغابات منذ ذلك الحين.

#### الولايات المتحدة
تعاني الولايات المتحدة بوصفها أحد أكبر الدول الصناعية في العالم مشاكلا تتعلق بعدم كفاءة البنى التحتية في مواجهة تغير المناخ. فدراسة تضاريس لاس فيغاس تصح أن تكون مؤشرا على ذلك. فالبحث الذي وضع ثلاث خرائط لاستعمالات الأرض أو خرائط الغطاء الأرضي لمدينة لاس فيغاس عام 1900(وإن كانت افتراضية) وعام 1992 وعام 2006 وجد أن التحضر في مدينة لاس فيغاس ينتج جزيرة حرارية بحرية نموذجية (UH) ليلا وموجة تبريد خفيفة خلال الصباح. وبالإضافة إلى تغيرات درجات الحرارة في المدينة، وجد أن ازدياد قسوة السطح الناتجة عن البنايات وناطحات السحاب المتراصة له أثر ميكانيكي على بطء رياح المناخية في المنطقة الحضرية . إن هذه الظاهرة البيئية غير الطبيعية تشدد على أثر التحضر في تحديد المناخ المحلي، رغم أن هناك باحثون يقرون باجراء مزيد من الدراسات في هذا المجال.
تلعب المدن دورًا مهمًا في الاستثمار في الابتكار المناخي في الولايات المتحدة. غالبًا ما تستبق سياسات المناخ المحلية في المدن السياسات الأكبر التي تنتهجها الولايات أو الحكومة الفيدرالية. على سبيل المثال، بعد انسحاب الولايات المتحدة من اتفاقية باريس، انضم تحالف من المدن إلى جدول أعمال العمل المناخي الوطني لرؤساء البلديات . وجدت دراسة أجريت عام 2020 لمدن أمريكية أن 45 من أكبر 100 مدينة في الولايات المتحدة قد تعهدت بالتزامات بحلول عام 2017، مما أدى إلى خفض انبعاثات الولايات المتحدة بنسبة 6٪ بحلول عام 2020.

##### قانون الهواء النظيف
منذ سن قانون الهواء النظيف عام 1963 الذي عد تشريعا بابرزا يهدف إلى السيطرة على جودة الهواء على المستوى الوطني أبلغ الباحثون انخفاض متوسط تدفق الترسبات الرطب في الولايات المتحدة مع مرور الزمن. ولكن حتى بعد تشريع القانون تشير الدراسة نفسها أن مقاييس مقدار الملوثات الكيميائية للأمطار والثلوج والضباب تتبع دالة الكثافة الاحتمالية في جميع المواقع. تقترح الدراسة أن التباين المزعوم في أنماط التساقط هو الحافز المحتمل لنتائج الدراسة الواعدة مقابل الاهمية الكبيرة الناتجة من تغيير القانون. في هذا السياق، رغم أهمية هذا القانون لا يمكن أن يعول عليه وحده بالنسبة لسياسات تقدم مناخ الولايات المتحدة.

##### برنامج العمل المناخي لرؤساء البلديات
برنامج العمل المناخي لرؤساء البلديات، أو رؤساء بلديات المناخ هو جمعية لرؤساء بلديات الولايات المتحدة هدفها المعلن تقليل انبعاثات غازات الاحتباس الحراري. أسس الجمعية رئيس بلدية لوس انجلوس ايرك غارسيتي، ورئيسة بلدية هيوستن السابقة أنيس باركر ورئيس بلدية فيلادلفيا السابق ميشيل نيوتر، وتمثل الجمعية 435 مدينة وحوالي 20% من سكان الولايات المتحدة.
تأسست الجمعية عام 2014، وتلقت المنظمة تمويلا قدره مليون دولار أمريكي من مبادرة كلينتون العالمية لدعم جهود الرؤساء المؤسسين في تنظيم المدن قبل توقيع اتفاقية باريس عام 2015.
أخذت المنظمة على عاتقها الالتزام بالاهداف الخاصة بالانبعاثات لاتفاقية باريس الخاصة بالتغير المناخي حتى لو انسحبت الولايات المتحدة من الاتفاقية.

## السياسة الدولية
وضعت عدة سياسات ولجان مدنية عالمية بارزة لإدراج المزيد من المدن في أعمال المناخ.

### C 40
المجموعة القيادية لمناخ المدن C40 هي مجموعة من 97 دولة حول العالم تمثل 1\12 من سكان العالم وربع الاقتصاد العالمي. تركز C4 المؤسسة والمدارة في المدن على مكافحة تغير المناخ وتسعلى لتقليل انبعاثات غازات الاحتباس الحراري وأخطار المناخ وفي نفس الوقت زيادة الصحة العامة والفرص الاقتصادية لسكان الحضر.
منذ عام 2021، يشغل رئيس بلدية لندن صادق خان رئاسة جمعية C40، ويتولى رئيس بلدية نيويورك السابق ميشيل بلومبيرك رئاسة مجلس الإدارة، فيما يشغل مارك واتس منصب المديرا التنفيذي. يعمل الثلاثة جنبا إلى جنب مع لجنة الاعضاء الثلاثة عشر التوجيهية ومجلس الإدارة وكادر الخبراء. تقدم اللجنة التوجيهية المتناوبة لرؤساء البلديات C40 توجيهات ستراتيجية وتضمن حسن إدارة التسيير. تشمل أعضاء اللجنة التوجيهية اكرا، بوغاتا، بوسطن، بوينوس ايرس، كوبنهاغن، داكوتا، دبي، دربن، هونغ كونغ، لندن، لوس انجلوس، ميلان، سياتل، وستوكهولم.
تعمل لجنة C40 في قطاعات كثيرة وتنضم شبكات عمل مع المدن التي تقدم مجموعة من الخدمات لدعم جهودها مثل المساعدة التقنية المباشرة وتسهيل التبادل بين النظراء والبحث وادارة المعارف والاتصالات. توجه لجنة C40 المدن نحو تحقيق قوة فعالة لتخفيف اثار المناخ حول العالم بطلب الدعم من الحكومات الوطنية، للحصول على مزيد من الاستقلال في صنع مستقبل مستدام.

### الهدف 11: المدن والمجتمعات المستدامة
الهدف 11 من أهداف التنمية المستدامة (الهدف 11 أو الهدف العالمي 11)، بعنوان «المدن والمجتمعات المستدامة»، هو أحد أهداف التنمية المستدامة السبعة عشر التي وضعتها الجمعية العامة للأمم المتحدة في عام 2015. وتتمثل المهمة الرسمية للهدف 11 في «جعل المدن شاملة وآمنة ومرنة ومستدامة». تأخذ أهداف التنمية المستدامة السبعة عشر في الحسبان أن العمل في أحد المجالات سيؤثر على النتائج في مجالات أخرى أيضًا، وأن التنمية يجب أن توازن بين الاستدامة الاجتماعية والاقتصادية والبيئية.
للهدف 11 من أهداف التنمية المستدامة 10 أهداف يتعين تحقيقها، ويتم قياس ذلك من خلال 15 مؤشرًا. تشمل «أهداف النتائج» السبعة الإسكان الآمن والميسور التكلفة، ونظم النقل المستدامة والميسورة التكلفة، والتحضر الشامل والمستدام، وحماية التراث الثقافي والطبيعي للعالم، والحد من الآثار الضارة للكوارث الطبيعية، والحد من الآثار البيئية للمدن ، وتوفير الوصول إلى مساحات خضراء وعامة آمنة وشاملة. وتشمل الأهداف الثلاثة «وسائل تحقيق» التخطيط القوي للتنمية الوطنية والإقليمية ، وتنفيذ سياسات الإدماج ، وكفاءة الموارد ، والحد من مخاطر الكوارث في دعم أقل البلدان نمواً في بناء مستدام وقادر على الصمود. -> 3.9 مليار شخص - نصف سكان العالم - يعيشون حاليًا في مدن على مستوى العالم. من المتوقع أن يعيش 5 مليارات شخص في المدن بحلول عام 2030. تشغل المدن في جميع أنحاء العالم 3 في المائة فقط من مساحة الأرض ، ولكنها تمثل 60-80 في المائة من استهلاك الطاقة و 75 في المائة من انبعاثات الكربون. يتطلب التوسع الحضري المتزايد زيادة وتحسين الوصول إلى الموارد الأساسية مثل الغذاء والطاقة والمياه. بالإضافة إلى ذلك ، هناك حاجة إلى الخدمات الأساسية مثل الصرف الصحي والصحة والتعليم والتنقل والمعلومات. * ومع ذلك ، فإن هذه المتطلبات لم تتم تلبيتها على الصعيد العالمي ، مما يتسبب في تحديات خطيرة لاستدامة المدن وسلامتها لتلبية الطلبات المستقبلية المتزايدة.
يمثل الهدف 11 من أهداف التنمية المستدامة تحولا في التعاون الإنمائي الدولي من التركيز على الفقر كظاهرة ريفية إلى الاعتراف بأن المدن ، وخاصة في جنوب الكرة الأرضية ، تواجه تحديات كبيرة مع الفقر المدقع والتدهور البيئي والمخاطر الناجمة عن تغير المناخ والكوارث الطبيعية. على الرغم من أهدافها وغاياتها الغامضة ، إلا أنها لا تزال أداة مهمة لمواجهة التحديات الحضرية وتدعو الجهات الفاعلة إلى تطوير مؤشرات ونواتج واقعية ومحددة محليًا لتناسب السياق الحضري لمدن معينة لتعزيز مدن أكثر استدامة وشمولية ومساواة.

### العهد العالمي لرؤساء البلديات للمناخ والطاقة
تأسس ميثاق رؤساء البلديات العالمي للمناخ والطاقة في عام 2016 وقد جمع رسميًا بين ميثاق رؤساء البلديات وميثاق الاتحاد الأوروبي لرؤساء البلديات. فهو تحالف عالمي لقادة المدن يعالج تغير المناخ من خلال التعهد بخفض انبعاثات غازات الاحتباس الحراري والاستعداد للتأثيرات المستقبلية لتغير المناخ. يسلط الاتفاق الضوء على تأثير المناخ على المدن مع قياس مستويات المخاطر النسبية والتلوث الكربوني. يسعى ميثاق رؤساء البلديات إلى إظهار أهمية العمل المناخي للمدينة ، على المستوى المحلي وحول العالم. تم إطلاق الميثاق في عام 2014 من قبل الأمين العام للأمم المتحدة بان كي مون وعمدة مدينة نيويورك السابق مايكل بلومبرج ، المبعوث الخاص للأمم المتحدة للمدن وتغير المناخ. يمثل الميثاق جهدًا مشتركًا من شبكات المدن العالمية C40 Cities Climate Leadership Group (C40)، ICLEI ، والمدن المتحدة والحكومات المحلية (UCLG)، وكذلك موئل الأمم المتحدة، لتوحيد الجهود ضد تغير المناخ. التزمت 428 مدينة عالمية باتفاق رؤساء البلديات. تضم المدن الأعضاء الجماعية أكثر من 376 مليون شخص و 5.19٪ من سكان العالم.

## روابط خارجية
- دورة الأمم المتحدة عن المدن وتغير المناخ